# ناوشکن کلاس سامرس
دیسترویر کلاس سامرس (به انگلیسی: Somers-class destroyer) یک کلاس از کشتی است که طول آن ۳۸۱ فوت (۱۱۶ متر) می‌باشد.